# Biografielijst Ry

## Rya

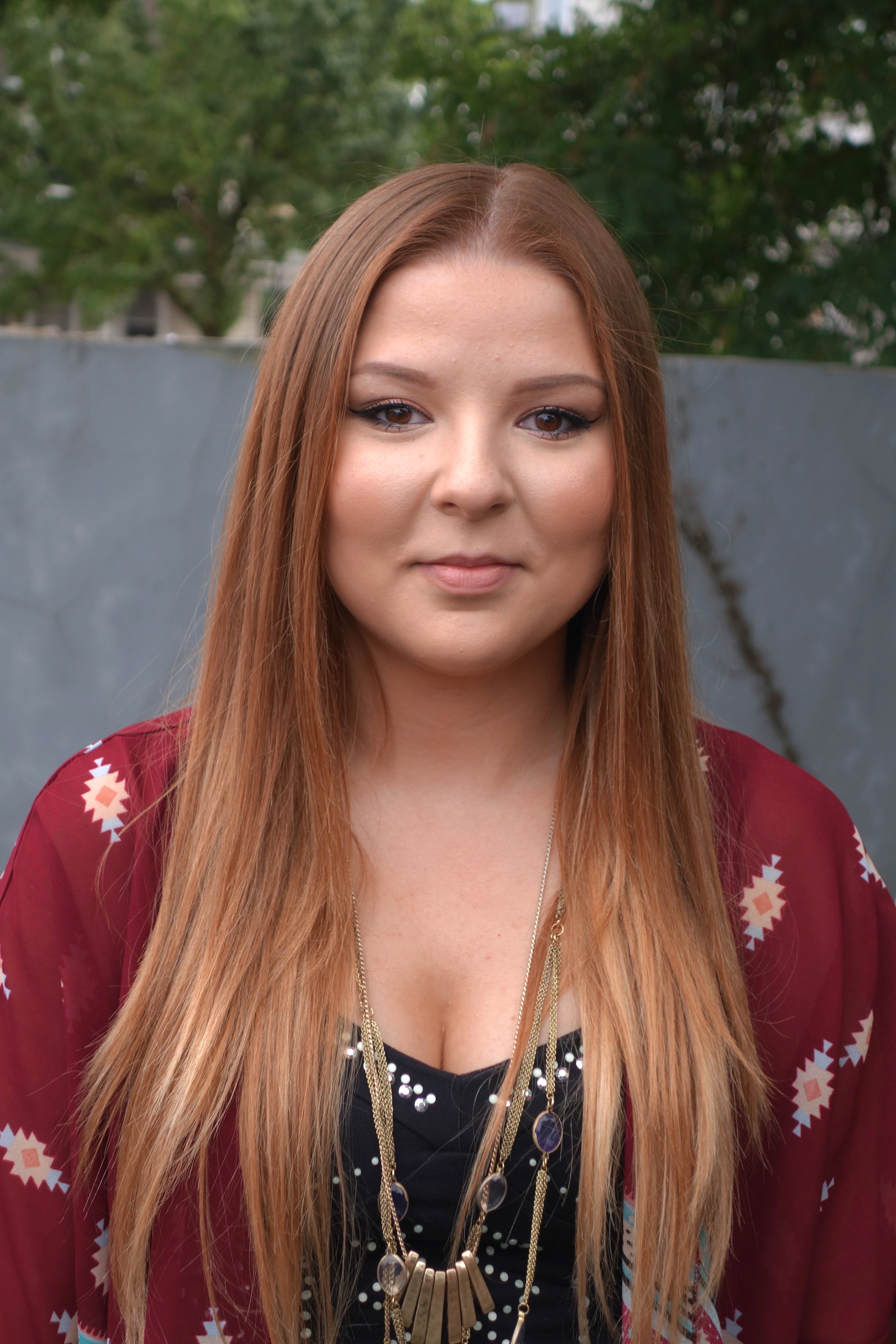
Bianca Ryan

- David Ryall (1935-2014), Brits acteur
- Bianca Ryan (1994), Amerikaans zangeres
- Chris Ryan (1961), Brits schrijver
- Cornelius Ryan (1920-1974), Iers-Amerikaans schrijver
- Eileen Ryan (1927-2022), Amerikaans actrice
- Elizabeth Ryan (1892-1979), Amerikaans tennisster
- Jeri Ryan (1968), Amerikaans actrice
- Joseph Ryan (onbekend), Amerikaans roeier
- Kate Ryan (1980), Vlaams zangeres
- Lisa Dean Ryan (1972), Amerikaans actrice
- Marisa Ryan (1974), Amerikaans actrice
- Mathew Ryan (1992), Australisch voetballer
- Matthew Ryan (1964), Australisch ruiter
- Meg Ryan (1961), Amerikaans actrice
- Mitch Ryan  (1934-2022), Amerikaans acteur
- Peter Ryan (1940-1962), Amerikaans-Canadees autocoureur
- Sean Ryan (1992), Amerikaans zwemmer
- Steve Ryan (1947-2007), Amerikaans acteur
- Tony Ryan (1936-2007), Iers ondernemer en filantroop

## Ryb
- Jakub Jan Ryba (1765-1815), Tsjechisch componist
- Alexander Rybak (1986), Noors violist, zanger, componist en acteur

## Ryc
- Cyriel Ryckaert (1898-1980), Belgisch politicus
- Leen Ryckaert (1957), Vlaams psychologe
- Brian Ryckeman (1984), Belgisch zwemmer en militair
- Geneviève Ryckmans-Corin (1930-2022), Belgisch volksvertegenwoordiger en senator

## Ryd
- Viktor Rydberg (1828-1895), Zweeds schrijver, dichter en cultuurhistoricus
- Kyle Ryde (1997), Brits motorcoureur
- Bobby Rydell (1942-2022), Amerikaans zanger en entertainer
- Mark Rydell (1930), Amerikaans acteur en producent
- Rickard Rydell (1967), Zweeds autocoureur
- Sven Rydell (1905-1975), Zweeds voetballer
- Dave Ryding (1986), Brits alpineskiër

## Rye
- Mariya Ryemyen (1987), Oekraïens atlete

## Ryh
- Carmen Ryheul (1971), Belgisch politica

## Ryk
- Sonia Rykiel (1930-2016), Frans modeontwerpster
- Aleksej Rykov (1881-1938), Russisch politicus
- Eleanor Ryener (14e eeuw), prostituee en mogelijk transvrouw.

## Ryl
- Gilbert Ryle (1900 – 1976), Engels taalfilosoof
- John Charles Ryle (1816 - 1900), predikant in de Anglicaanse Kerk
- Martin Ryle (1918-1984), Engels astronoom en Nobelprijswinnaar

## Rym
- Terry Rymer (1967), Brits motorcoureur en autocoureur
- Thomas Rymer (1643? - 1713), Engels literator en historicus

## Ryo
- Akira Ryo (1967), Japans motorcoureur
- Ryom Tae-ok (1999), Noord-Koreaans kunstschaatsster

## Ryp
- Olga Rypakova (1984), Kazachs atlete

## Rys
- Erwina Ryś (1955-2022), Pools langebaanschaatsster.

## Ryu
- Jim Ryun (1947), Amerikaans atleet en politicus

## Ryz
- Nikolaj Ryzjkov (1929-2024), Sovjet-Russisch politicus